# Akcja afirmatywna

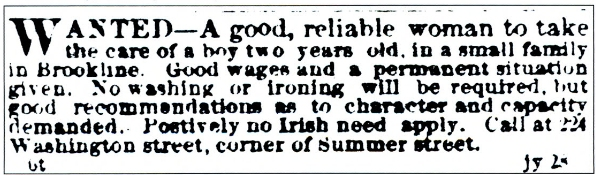
Oferta pracy z gazety The New York Times z okresu 1851–1923, zaznaczająca „Irlandczycy zdecydowanie nieproszeni”

Akcja afirmatywna – polityka społeczna stosowana w wielu krajach, w Polsce najczęściej kojarzona z działaniami wielu uniwersytetów i korporacji, a także rządu Stanów Zjednoczonych, mającymi na celu wyrównanie szans edukacyjnych i zawodowych mniejszości społecznych, które doświadczają lub doświadczały w przeszłości dyskryminacji. Może obejmować każdego rodzaju szczególne traktowanie kandydatów z tych grup w procesie informowania i samej rekrutacji, np. dodatkowe akcje reklamujące daną szkołę wyższą wśród konkretnej mniejszości.
Analizy i badania eksperymentalne wskazują, że niektóre grupy społeczne są systematycznie obarczone stereotypami, które wpływają na ich gorszy dostęp do edukacyjnych i rynku pracy. W wielu krajach, np. w Indiach, do dziś funkcjonują kasty społeczne, znacząca segregacja grup społecznych w kwestii miejsc zamieszkania i pracy, segregacja w szkołach od najwcześniejszych lat życia, np. w przypadku czarnoskórych obywateli w USA, i występują nierówności płacowe pomiędzy kobietami i mężczyznami na całym świecie. Z reguły ma to oczywiste źródła historyczne, jak w przypadku potomków niewolników. Zjawisko nierówności wynikających ze świadomych i nieświadomych uprzedzeń jest demonstrowane w eksperymentach, w których np. pracodawcy porównujący CV przedstawiające identyczne kwalifikacje są statystycznie bardziej skłonni zatrudniać kandydatów o męskich imionach lub imionach typowych dla białych obywateli. Akcja afirmatywna ma służyć instytucjonalnemu przeciwdziałaniu takim zjawiskom.
Akcja afirmatywna jest przedmiotem gorącej debaty publicznej oraz szeregu orzeczeń sądowych, m.in. Sądu Najwyższego USA, który uznał takie rozwiązania jak limity kwotowe i dodatkowe punkty w ocenie rekrutacyjnej dla mniejszości za niekonstytucyjne, ale dopuścił ograniczoną, pośrednią preferencyjność, np. opartą na statusie socjoekonomicznym. W PRL przy rekrutacji na studia wyższe uprzywilejowywano osoby o pochodzeniu robotniczym i chłopskim, stosowano też tzw. punkty za pochodzenie. Obecnie popularne jest stosowanie funduszy stypendialnych dla młodzieży z biednych rodzin i z małych miejscowości.

## Postacie i efektywność
Efektywność akcji afirmatywnych zależy od tego, jak celnie trafiają w obszary wykluczenia społecznego faktycznie wymagające przełamania. Według przeciwników mogą one – jeśli są źle zaprojektowane, a według części autorów w każdym przypadku – działać szkodliwie, pogarszając społeczne postrzeganie całej grupy społecznej oraz poczucie sprawstwa i kompetencji u jej członków.

### Argumenty za
Za podstawowe uzasadnienia akcji afirmatywnej w Stanach Zjednoczonych uznaje się:
- rekompensatę za dyskryminację w przeszłości,
- likwidację istniejących aktualnie nierówności w traktowaniu mniejszości,
- osiągnięcie równości w przyszłości[12].

Wymienia się między innymi następujące możliwe pozytywne efekty akcji afirmatywnej:

#### Skutecznie zmniejsza nierówności i zwiększa osiągnięcia mniejszości, bez istotnych szkód dla reszty społeczeństwa
Badania z różnych krajów, np. Indii, wskazują na efektywność niektórych akcji afirmatywnych w zmniejszaniu nierówności społecznych, biedy i stereotypów. Analizy ekonometryczne z USA dają podstawy do wniosków, że miękkie preferencje rasowe, które są stosowane tylko na ok. 20% najlepszych uczelni wyższych w tym kraju, nie wywierają znaczącego negatywnego wpływu na powodzenie innych grup społecznych, a mają istotny pozytywny efekt dla dyskryminowanych mniejszości.
Zdaniem autorów przeglądu badań psychologicznych z USA, korzyści płynące z akcji afirmatywnej są większe niż jej koszty. Zależy to od społecznego postrzegania sprawiedliwości akcji afirmatywnej: w szczególności jeśli objęte nią osoby, i reszta populacji, uważają, że jest to słuszne działanie rekompensujące dyskryminację. Metaanaliza psychologiczna sugeruje, że największy opór społeczny wywołują metody bezpośrednie, takie jak kwoty (które de facto nie są stosowane w USA), zaś najmniejszy takie rozwiązania pośrednie jak prowadzenie dodatkowych akcji reklamujących nabór na studia wśród mniejszości. Oporowi temu przeciwdziała akcentowanie równych kwalifikacji kandydatów, i transparentności reguł rekrutacji.
Wśród szczególnie efektywnych rozwiązań wymienia się między innymi wspieranie desegregacji i mobilności geograficznej i lepsze finansowanie szkół, do których uczęszczają członkowie mniejszości.

#### Zwiększa różnorodność w organizacjach, co zwiększa ich efektywność
Wiele badań wskazuje na pozytywne efekty różnorodności w organizacjach. Bezpośrednie badania wpływu akcji afirmatywnej na efekty zewnętrzne płynące z różnorodności na uniwersytetach również sugerują, że takie efekty mogą być obecne. Shweder wysunął w związku z tym nawet propozycję, aby stosować pewną akcję afirmatywną zachęcającą słabo reprezentowane osoby o poglądach konserwatywnych do naborów na wydziały psychologiczne.

### Argumenty przeciw
Wśród spotykanych możliwych negatywnych skutków akcji afirmatywnej wymienia się między innymi następujące:

#### Zbyt duże lub niedopasowane preferencyjne traktowanie mniejszości szkodzi zarówno jej, jak i reszcie społeczeństwa
Często spotykanym argumentem przeciwko akcji afirmatywnej jest tzw. hipoteza niedopasowania (ang. mismatch hypothesis), według której takie rozwiązania są szkodliwe, ponieważ wprowadzają na uczelnie niewystarczająco dobrych kandydatów, którzy radzą sobie gorzej, co sprzyja utrzymaniu istniejących nierówności i stereotypów. Analizy ekonometryczne poświęcone tej hipotezie potwierdzają tę możliwość, i konkludują, że dane empiryczne które pozwalałyby jednoznacznie rozstrzygnąć tę kwestię są niedostępne. Subtelna akcja afirmatywna ma pozytywne efekty, a nadmierna jest szkodliwa, ale nie wiadomo w jakich obszarach dzieje się to w jakim stopniu.
Akcja afirmatywna, która jest postrzegana przez uczestników i resztę społeczeństwa jako niesprawiedliwa, wpływa negatywnie na samoocenę i ocenę zewnętrzną objętych nią osób. Według danych z przerwy w programie akcji afirmatywnej na uczelniach wyższych w Kalifornii i Teksasie w latach 1996-1998, jej nieobecność nie wpłynęła na rekrutację wysoko wykwalifikowanych studentów z grup mniejszości, co może sugerować, że w takich regionach jest w tej postaci już niepotrzebna. Z drugiej strony, nowsza analiza tych danych zaobserwowała negatywny wpływ zmian i podała te wnioski w wątpliwość.